# タコマ (防護巡洋艦)
|          |                                         |
| 艦歴     |                                         |
| 発注     |                                         |
| 起工     | 1900年9月27日                           |
| 進水     | 1903年6月2日                            |
| 就役     | 1904年1月30日                           |
| 退役     |                                         |
| その後   | 1924年9月5日にスクラップとして売却      |
| 除籍     | 1924年2月7日                            |
| 性能諸元 |                                         |
| 排水量   | 3,200 トン                              |
| 全長     | 308 ft 6 in                             |
| 全幅     | 44 ft                                   |
| 吃水     | 17 ft 3 in                              |
| 機関     |                                         |
| 最大速   | 16.5ノット                              |
| 乗員     | 士官、兵員339名                         |
| 兵装     | 5インチ砲10門 6ポンド砲8門 1ポンド砲2門 |

タコマ (USS Tacoma, PG-32/C-18/CL-20) は、アメリカ海軍の防護巡洋艦。デンバー級防護巡洋艦の1隻。艦名はワシントン州タコマに因む。「タコマ」という名を持つ艦としては2隻目。

## 艦歴
タコマは1900年9月27日にカリフォルニア州のメア島でユニオン鉄工所より起工された。1903年6月2日にジュリア・M・ハリスによって命名、進水し、1904年1月30日に艦長R・F・ニコルソン海軍中佐の指揮下就役した。
整調後艦名の由来となったワシントン州タコマを訪問し、4月から5月にかけてハワイへの巡航を行う。タコマは6月2日にサンフランシスコへ帰還し、その1か月後ホーン岬へ出航した。航海中タコマはチリのバルパライソを出航後行方不明となった商船コネモー (SS Conemaugh) の捜索に参加した。ホーン岬を回って大西洋岸を巡航した後、タコマは11月5日にニューヨーク湾に入り、同地で1905年の元旦に北大西洋艦隊と合流した。
クレブラ島沖の演習を1月25日に完了すると、タコマはイスパニョーラ島へ向けて出航、多くの混乱が生じた時期にアメリカ合衆国の権益を保護するための特別任務に従事した。その後タコマは3月27日から4月25日までフロリダ沖で砲撃訓練を行う。5月19日にニューヨークに帰還すると、ヨーロッパへの航海の準備を始めた。
6月18日にタコマはフランスへ向けて出航し、6月30日にシェルブールに到着した。艦はそのまま停泊し、水兵の部隊はパリへ行き、ジョン・ポール・ジョーンズの遺体をアメリカ合衆国に再埋葬するため運ぶ記念式典に参加した。7月8日にタコマはメリーランド州アナポリスに運ばれる遺体を護衛するためシェルブールを出航した。7月24日にアメリカ海軍兵学校で式典が行われた後、タコマはニューヨーク州トンプキンズヴィルへ向かった。8月5日、タコマはニューヨークで小村壽太郎らを乗せ、オイスター・ベイにあるセオドア・ルーズベルト大統領の避暑用の別荘、サガモア・ヒルに彼らを運んだ。そこで小村はロシアの全権大使セルゲイ・ヴィッテと初めて対面した。小村とヴィッテはその後ポーツマスで開催された日露戦争の和平交渉を行った。タコマは8日にフィラデルフィアに帰還し、ペンシルベニア州およびマサチューセッツ州の海軍民兵の訓練を行い、その後カリブ海での作戦活動のため北大西洋艦隊に再合流した。
1906年の前半5か月間、タコマは地中海へ展開しタンジェ、アルジェ、ヴィレフランシュ、ナポリ、ジェノヴァを訪問した。グラン・カナリア島への巡航後、タコマは地中海に戻りアレクサンドリア、ポートサイドを訪問し6月に帰国の途に就いた。